# Boortmeerbeek
Boortmeerbeek is een gemeente in de Belgische provincie Vlaams-Brabant. De gemeente ontstond in 1977 uit een fusie van Boortmeerbeek met Hever. De gemeente ligt in de landstreek Dijleland en in de Brabantse Kempen, centraal tussen de steden Mechelen en Leuven. Boortmeerbeek telt ruim 13.000 inwoners

## Toponymie
De naam Boortmeerbeek houdt een dubbele grensbetekenis in. "Meer" is een mark of een grens, en door "Boort" wordt die grens nogmaals benadrukt. "Beek" komt vanzelfsprekend van de ligging aan de Molenbeek. Eigenaardig is wel dat de Molenbeek in de huidige gemeente Meerbeek ontspringt en nabij de grens met Hever in de Dijle uitmondt. Dat roept de gedachte op dat "Boort" ook de boord of het einde van de Meerbeek (Molenbeek) zou kunnen betekenen doch de geschiedkundigen weerhouden die mogelijkheid niet.

## Geschiedenis

### Ontstaan
De historische bronnen van Boortmeerbeek en Hever gaan terug tot in de 13e eeuw, maar de dorpen zouden mogelijk als kleine nederzettingen al omstreeks het jaar 900 hebben bestaan.
Omdat de dorpskernen ontstonden op de meest geschikte plaatsen waar het cultuurlandschap en het wegennet samenvallen is het begrijpelijk dat de kern van Boortmeerbeek op de samenvloeiing van twee oude heirbanen en dicht bij de Molenbeek gevormd werd. Deze banen zijn respectievelijk de oude heirbanen Leuven-Mechelen en Elewijt-Rijmenam; deze laatste vormde de verbindingsweg tussen twee dorpen die al in de Romeinse periode als kleine villa of nederzetting bestonden.

### Middeleeuwen
Eeuwen lang waren Boortmeerbeek en Hever bestuurlijk van elkaar gescheiden. Boortmeerbeek behoorde immers tot het land van Brabant, en viel logischerwijs onder het bestuur van diens hertogen, terwijl Hever onder de Heerlijkheid Mechelen viel en bijgevolg gelieerd was aan het Prinsbisdom Luik en later het graafschap Vlaanderen. 
Gezien de strategische ligging van Boortmeerbeek aan de Dijle, die de oude gouwgrens vormde tussen het land van Brabant, Taxandrië (Antwerpen), het land van Rijen en het Luikse met Mechelen, was het een belangrijke grenspost van waaruit de Hertogen ieder water- en wegverkeer konden blokkeren tijdens een (militair) conflict.
Ook het in Hever gelegen Kasteel Ravestein, vele jaren afhangend van het Hof van Swijveghem te Muizen, speelde bij die conflicten een belangrijke militaire rol: het was als het ware de Mechelse tegenhanger van Boortmeerbeek. De eerste versterkingen op de plaats waar ook vandaag nog het (modernere) kasteel staat werden aangebracht in de dertiende eeuw en verder uitgebreid in de vroege veertiende eeuw; niet toevallig de periode waarin het Hertogdom Brabant -vruchteloos- probeerde het Mechelse grondgebied in te lijven.
In diezelfde periode werd een tweede kunstmatige versterking gebouwd in Schiplaken, een vrijwel onbewoonde uithoek en gehucht van Hever. Opnieuw bevindt zich vandaag de dag nog steeds een kasteel op dezelfde plek. Het kasteel van Schiplaken, even oud en even belangrijk als "Motte" of kunstmatige verdedigingspost als Ravesteyn, was evenwel omvangrijker aan gronden en bossen. 
Boortmeerbeek was van oudsher volledig afgestemd op de kanunniken van Zellaer en het klooster van Muizen.
Te Boortmeerbeek was het hof Audenhoven de belangrijkste heerlijkheid met bestuursmacht. De waterburcht "Hof te Ghoye", in de Dreef, overblijfsel van het oude hof van Meerbeek waarin voor 1300 de oude ridders "de Helrode" en later de "Meerbeeks" verbleven die dicht bij de hertogen van Brabant stonden, was eveneens een belangrijk domein. Het laatste kasteel in het domein Audenhoven werd pas omstreeks 1950 gesloopt doch het hof te Ghoye verdween al in 1855 toen het afgebroken werd op last van gravin d'Oultremont.

### 18e en 19e eeuw
In de vroege 18e eeuw was een zekere J.F. de Santa Cruz de heer van Boortmeerbeek, de achter de kerk wonende Hendrik Schots was van 1688 tot en met 1707 zijn officier.
De latere Leuvensesteenweg en het kanaal Leuven-Dijle (Leuvense vaart) vormden de afscheiding tussen Boortmeerbeek, Hever en Schiplaken. Al de bossen ten zuiden van de steenweg/het kanaal vormden één groot geheel rond het oude kasteel van Schiplaken, en werden door graaf de Ferraris herleid tot Plantsoenbos op zijn topografische kaarten van de Oostenrijkse Nederlanden.
In de vroege 19e eeuw bestond Boortmeerbeek voor een helft uit primitief akkerland rond het domein Audenhoven en de andere helft uit gemeenschappelijke beemden rond de dorpskern en het Hof te Ghoye.
Vanaf de helft van de 19e eeuw werden aan spoorlijn 53 station Boortmeerbeek, station Biststraat en station Hever geopend. In 1984 werd station Biststraat weer gesloten.

### Tweede Wereldoorlog
Boortmeerbeek werd in de Tweede Wereldoorlog op de kaart gezet door enkele jonge verzetsstrijders uit het Brusselse die op de spoorlijn een Jodentransport (het XX-ste Konvooi) tegenhielden en zo enkele Joden van de gaskamers in Auschwitz wisten te redden. Dit was het enige Jodentransport dat in Europa kon worden tegengehouden tijdens de Tweede Wereldoorlog. De gemeente Boortmeerbeek heeft in 1993, onder impuls van Robert Korten, een gedenkteken opgericht nabij het treinstation. Ze wil daarmee de jaarlijkse herinnering aan het XX-ste konvooi in het teken stellen van vrede, solidariteit, verdraagzaamheid en respect voor iedere medemens.
Buurtbewoners meldden dat er tijdens de eindfase van de Tweede Wereldoorlog een V1 was ingeslagen nabij de Wespelaarsebaan en de treinroute Mechelen-Leuven. V-1's werden door de Duitsers afgevuurd richting Mechelen. Tijdens de zomermaanden van 1944 (juni of juli) dropte een bommenwerper van de geallieerden zijn bommen over de velden nabij de Hollestraat. Er is geen weet of dit vliegtuig is neergestort of veilig is kunnen landen.

### Fusies
Op 1 januari 1977 ontstond de fusiegemeente Boortmeerbeek door een samenvoeging van de gemeentes Boortmeerbeek en Hever. Hierdoor werd ook het tot de gemeente Hever behorende dorp Schiplaken aan Boortmeerbeek toegevoegd.
In april 2022 kwamen Karin Derua, burgemeester van Boortmeerbeek, samen met Bart Somers en Alexander Vandersmissen, respectievelijk titelvoerend en waarnemend burgemeester van Mechelen, tot een akkoord om te fuseren zodat Boortmeerbeek vanaf 2025 deel zou uitmaken van Mechelen. Hierbij zou Boortmeerbeek samen met Muizen een van de Mechelse stedelijke districten vormen. Boortmeerbeek zou hierbij ook de provincie Vlaams-Brabant verlaten en zoals de rest van Mechelen deel uitmaken van de provincie Antwerpen. De plannen zorgden voor opschudding in de gemeente en voor veel weerstand bij de bevolking. Zo protesteerden onder meer honderden inwoners aan het gemeentehuis. Op 1 mei 2022 werd bekendgemaakt dat de fusie met Mechelen niet doorging.

## Geografie
De gemeente Boortmeerbeek bestaat uit de dorpen Boortmeerbeek, Hever en Schiplaken. Boortmeerbeek ligt in het oosten, Schiplaken in het westen en Hever in het noorden.
Boortmeerbeek grenst aan de gemeenten Bonheiden, Haacht, Kampenhout, Mechelen en Zemst.

#### Tabel
| # | Naam               | Opp. (km²) | Inwoners (2020) | Inwoners per km² | NIS-code |
| - | ------------------ | ---------- | --------------- | ---------------- | -------- |
| 1 | Boortmeerbeek      | 9,67       | 6.161           | 637              | 24014A   |
| 2 | Hever - Schiplaken | 8,99       | 6.647           | 720              | 24014B   |

## Bezienswaardigheden
- De Sint-Antonius Abtkerk
- Het Kasteel van Meerbeek
- Het Domein Oudenhoven
- De Dorpsmolen, een watermolen op de Molenbeek

## Natuur en landschap
Boortmeerbeek ligt op een hoogte van 6-13 meter. De bodem is zandig. Ten zuiden van Boortmeerbeek loopt het Kanaal Leuven-Dijle en ten noorden loopt de Dijle. De Dijlevallei, met het natuurgebied Pikhakendonk, is landschappelijk van belang.

## Demografie

### Demografische evolutie voor de fusie
- Bronnen:NIS, Opm:1831 tot en met 1970=volkstellingen; 1976 = inwonertal op 31 december

### Demografische ontwikkeling van de fusiegemeente
Alle historische gegevens hebben betrekking op de huidige gemeente, inclusief deelgemeenten, zoals ontstaan na de fusie van 1 januari 1977.
- Bron: Algemene Directie Statistiek en Economische Informatie (voormalige Nationaal Instituut voor de Statistiek)
- Opmerking: Periode 1831 tot en met 1981 = volkstellingen; 1990 en later = inwonertal op 1 januari

| Inwoners van jaar tot jaar op 1 januari 1992 tot heden | Inwoners van jaar tot jaar op 1 januari 1992 tot heden | Inwoners van jaar tot jaar op 1 januari 1992 tot heden |
| jaar                                                   | Aantal                                                 | Evolutie: 1992=index 100                               |
| ------------------------------------------------------ | ------------------------------------------------------ | ------------------------------------------------------ |
| 1992                                                   | 10.789                                                 | 100,0                                                  |
| 1993                                                   | 10.873                                                 | 100,8                                                  |
| 1994                                                   | 11.011                                                 | 102,1                                                  |
| 1995                                                   | 11.196                                                 | 103,8                                                  |
| 1996                                                   | 11.350                                                 | 105,2                                                  |
| 1997                                                   | 11.450                                                 | 106,1                                                  |
| 1998                                                   | 11.363                                                 | 105,3                                                  |
| 1999                                                   | 11.315                                                 | 104,9                                                  |
| 2000                                                   | 11.397                                                 | 105,6                                                  |
| 2001                                                   | 11.420                                                 | 105,8                                                  |
| 2002                                                   | 11.407                                                 | 105,7                                                  |
| 2003                                                   | 11.463                                                 | 106,2                                                  |
| 2004                                                   | 11.497                                                 | 106,6                                                  |
| 2005                                                   | 11.442                                                 | 106,1                                                  |
| 2006                                                   | 11.546                                                 | 107,0                                                  |
| 2007                                                   | 11.561                                                 | 107,2                                                  |
| 2008                                                   | 11.673                                                 | 108,2                                                  |
| 2009                                                   | 11.714                                                 | 108,6                                                  |
| 2010                                                   | 11.773                                                 | 109,1                                                  |
| 2011                                                   | 11.878                                                 | 110,1                                                  |
| 2012                                                   | 11.967                                                 | 110,9                                                  |
| 2013                                                   | 11.929                                                 | 110,6                                                  |
| 2014                                                   | 11.971                                                 | 111,0                                                  |
| 2015                                                   | 12.057                                                 | 111,8                                                  |
| 2016                                                   | 12.102                                                 | 112,2                                                  |
| 2017                                                   | 12.192                                                 | 113,0                                                  |
| 2018                                                   | 12.379                                                 | 114,7                                                  |
| 2019                                                   | 12.516                                                 | 116,0                                                  |
| 2020                                                   | 12.629                                                 | 117,1                                                  |
| 2021                                                   | 12.711                                                 | 117,8                                                  |
| 2022                                                   | 12.968                                                 | 120,2                                                  |
| 2023                                                   | 13.263                                                 | 122,9                                                  |
| 2024                                                   | 13.348                                                 | 123,7                                                  |
| 2025                                                   | 13.400                                                 | 124,2                                                  |

## Politiek

### Structuur
| Boortmeerbeek    | Boortmeerbeek    | Supranationaal         | Nationaal                         | Nationaal                | Gemeenschap              | Gewest                   | Provincie                | Arrondissement  | Provinciedistrict | Kanton          | Gemeente        |
| ---------------- | ---------------- | ---------------------- | --------------------------------- | ------------------------ | ------------------------ | ------------------------ | ------------------------ | --------------- | ----------------- | --------------- | --------------- |
| Administratief   | Niveau           | Europese Unie          | België                            | België                   | Vlaanderen               | Vlaanderen               | Vlaams-Brabant           | Leuven          | Leuven            | Leuven          | Boortmeerbeek   |
| Administratief   | Bestuur          | Europese Commissie     | Belgische regering                | Belgische regering       | Vlaamse regering         | Vlaamse regering         | Deputatie                | Deputatie       | Deputatie         | Deputatie       | Gemeentebestuur |
| Administratief   | Raad             | Europees Parlement     | Kamer van volksvertegenwoordigers | Vlaams Parlement         | Vlaams Parlement         | Vlaams Parlement         | Provincieraad            | Provincieraad   | Provincieraad     | Provincieraad   | Gemeenteraad    |
| Kiesomschrijving | Kiesomschrijving | Nederlands Kiescollege | Kieskring Vlaams-Brabant          | Kieskring Vlaams-Brabant | Kieskring Vlaams-Brabant | Kieskring Vlaams-Brabant | Kieskring Vlaams-Brabant | Leuven          | Leuven            | Leuven          | Boortmeerbeek   |
| Verkiezing       | Verkiezing       | Europese               | Federale                          | Federale                 | Vlaamse                  | Vlaamse                  | Provincieraads-          | Provincieraads- | Provincieraads-   | Provincieraads- | Gemeenteraads-  |

### 2025–2030

#### Schepencollege
| Functie en bevoegdheden | Naam            | Partij | Partij |
| --- | --------------- | ------ | ------ |
| Burgemeester Afvalbeheer, lokale economie, vaderlandlievende verenigingen, veiligheid, justitie, personeelsbeleid, burgerlijke stand, intergemeentelijke samenwerking & Partnerschappen | Michel Baert    |        | Samen  |
| Eerste schepen Openbare werken, waterbeheersing, patrimonium, senioren, bibliotheek | Annick DeKeyser |        | Samen  |
| Tweede schepen Mobiliteit, leefmilieu, klimaat, ruimtelijke ordening, financiën, begroting, kerken, begraafplaatsen                                                                     | Bert Meulemans  |        | CD&V   |
| Derde schepen Dierenwelzijn, lokale evenementen & festivals, sport, onderwijs | Ellen Leaerts   |        | Samen  |
| Vierde schepen Toerisme, recreatie, cultuur, erfgoed, jeugdwerking, noord-zuidraad, digitalisering, communicatie en informatie                                                          | Nick Doms       |        | CD&V   |
| Vijfde schepen Inclusiebeleid, wonen & huisvesting, kinderopvang, samenleving & zorg, voorzitter van het Bijzonder Comité voor de Sociale Dienst                                        | Daisy De Neef   |        | Samen  |

#### Gemeenteraad
- Samen: Michel Baert, Annick DeKeyser, Ellen Leaerts, Daisy De Neef, Remi Serranne, Willy Stroobants, Patrick Pelsmaekers, Marc Usewils, Alex De Coninck [4]
- N-VA: Hans Crol, Rodrigue Bijlsma, Cynthia Van de Vloet, Brent Vercauter, Vally Mommens
- CD&V: Bert Meulemans, Nick Doms, Vanessa De Bondt, Johan Neefs
- Open Vld: Karin Derua, Audrey Bogaerts, Jurgen Vervaeck
- Groen: Ann Morissens, Eva Pedersen

Voorzitter gemeenteraad: Vanessa De Bondt (CD&V)

### Lijst van burgemeesters
| Termijn      | Naam                                   | Partij         | Partij |
| ------------ | -------------------------------------- | -------------- | ------ |
| 1959 - 1975  | Gustaaf Servaes (overleden in functie) | Centrumpartij  |        |
| 1975 - 1976  | Jan Van den Berghe (interim)           | BSP            |        |
| 1977 - 1987  | August Bogaerts                        | BSP / SP       |        |
| 1987 - 1995  | Felix Liekens                          | SP             |        |
| 1995 - 2001  | Julien Dekeyser                        | PVV            |        |
| 2001 - 2018  | Michel Baert                           | VLD / Open Vld |        |
| 2019 - 2024  | Karin Derua                            | Open Vld       |        |
| 2024 - heden | Michel Baert                           | Samen          |        |

### Resultaten gemeenteraadsverkiezingen sinds 1976
| Partij of kartel     | Partij of kartel                | 10-10-1976 | 10-10-1976 | 10-10-1982 | 10-10-1982 | 9-10-1988 | 9-10-1988 | 9-10-1994 | 9-10-1994 | 8-10-2000 | 8-10-2000 | 8-10-2006 | 8-10-2006 | 14-10-2012 | 14-10-2012 | 14-10-2018 | 14-10-2018 | 13-10-2024 | 13-10-2024 |
| Stemmen / Zetels     | Stemmen / Zetels                | %          | 19         | %          | 21         | %         | 21        | %         | 21        | %         | 21        | %         | 21        | %          | 21         | %          | 23         | %          | 23         |
| -------------------- | ------------------------------- | ---------- | ---------- | ---------- | ---------- | --------- | --------- | --------- | --------- | --------- | --------- | --------- | --------- | ---------- | ---------- | ---------- | ---------- | ---------- | ---------- |
|                      | Centrum1/ PVV2/ VLD3/ Open Vld4 | 31,021     | 6          | 24,421     | 5          | 25,882    | 6         | 35,943    | 8         | 48,763    | 12        | 38,023    | 9         | 38,124     | 9          | 40,04      | 11         | 13,94      | 3          |
|                      | SAMENC                          | -          |            | -          |            | -         |           | -         |           | -         |           | -         |           | -          |            | -          |            | 31,7C      | 9          |
|                      | SP1/ sp.a-DOENA/ sp.a2          | 29,31      | 6          | 35,781     | 8          | 28,441    | 7         | 24,891    | 5         | 14,411    | 3         | 19,32A    | 3         | 15,062     | 3          | 8,82       | 1(°)       | 31,7C      | 9          |
|                      | VU1/ DOEN2/ sp.a-DOENA/ N-VA3   | 12,431     | 2          | 14,281     | 2          | 10,41     | 1         | 14,712    | 3         | 9,322     | 1         | 19,32A    | 1         | 22,173     | 5          | 19,63      | 4(°°)      | 19,23      | 5          |
|                      | CVP1/ CD&V2/ CD&V-GroenB        | 23,961     | 5          | 25,531     | 6          | 29,811    | 7         | 24,461    | 5         | 20,941    | 5         | 27,782    | 6         | 19,102     | 4          | 24,9B      | 6          | 17,42      | 4          |
|                      | Agalev1/ CD&V-GroenB/ Groen2    | -          |            | -          |            | 5,471     | 0         | -         |           | 6,571     | 0         | -         |           | -          |            | 24,9B      | 6          | 9,72       | 2          |
|                      | Vlaams Belang1                  | -          |            | -          |            | -         |           | -         |           | -         |           | 14,881    | 2         | 5,541      | 0          | 6,71       | 1          | 6,01       | 0          |
|                      | Anderen(*)                      | 3,29       | 0          | -          |            | -         |           | -         |           | -         |           | -         |           | -          |            | -          |            | 2,0        | 0          |
| Totaal stemmen       | Totaal stemmen                  | 6290       | 6290       | 7101       | 7101       | 7453      | 7453      | 7948      | 7948      | 8218      | 8218      | 8460      | 8460      | 8570       | 8570       | 8939       | 8939       | 6867       | 6867       |
| Opkomst %            | Opkomst %                       |            |            |            |            | 95,23     | 95,23     | 93,77     | 93,77     | 92,8      | 92,8      | 94,00     | 94,00     | 92,56      | 92,56      | 93,3       | 93,3       | 67,9       | 67,9       |
| Blanco en ongeldig % | Blanco en ongeldig %            | 2,78       | 2,78       | 4,9        | 4,9        | 3,66      | 3,66      | 5,26      | 5,26      | 4,98      | 4,98      | 4,25      | 4,25      | 3,37       | 3,37       | 3,1        | 3,1        | 0,5        | 0,5        |

De rode cijfers naast de gegevens duiden aan onder welke naam de partijen bij elke verkiezing opkwamen.

De zetels van de gevormde coalitie staan vetjes afgedrukt. De grootste partij is in kleur.

(*) 1976: OP D Beeck (3,29%) / 2024: BMB Alternatief (2,0%)

## Bekende (ex-)inwoner
- Victorin de Wargny d'Oudenhove (1782-1849), burgemeester van Boortmeerbeek.
- Sara Van Den Boris (1984), fervent rookster.

## Trivia
- De binnenopnamen van de televisieserie Familie werden tot de zomer van 2018 in Boortmeerbeek gemaakt. Dat gebeurde in de studio's van TV Bastard aan de gelijknamige Familielaan.
- De buitenopnamen van de televisieserie Nonkel Jef werden ook grotendeels in Boortmeerbeek opgenomen. Ook in de kerk van Boortmeerbeek werden meerdere scènes opgenomen.
- De binnenopnamen van de telenovelle Milo werden opgenomen in de televisiestudio’s van Heartmade Media.

## Nabijgelegen kernen
Hever, Rijmenam, Haacht-Station, Schiplaken